# Langschwanz-Kletterratte
Die Langschwanz-Kletterratte oder Langschwanz-Seidenratte (Hapalomys longicaudatus) ist eine Säugetierart aus der Gattung der Asiatischen Kletterratten (Hapalomys) innerhalb der Nagetiere (Rodentia). Sie ist in Südostasien nur auf der malaiischen Halbinsel verbreitet und wird als vom Aussterben bedroht eingestuft.

## Merkmale
Die Langschwanz-Kletterratte erreicht eine Kopf-Rumpf-Länge von 14,0 bis 16,5 Zentimeter und eine Schwanzlänge von 17,6 bis 20,2 Zentimeter. Die Hinterfußlänge beträgt 28 bis 32 Millimeter und die Ohrlänge 12 bis 15 Millimeter. Für das Gewicht liegen keine spezifischen Daten vor. Das wollige und dichte Rückenfell ist grau bis grau-braun mit langen und weichen Haaren. Die Bauchseite ist weiß und durch einen ockerfarbenen Streifen scharf gegenüber den Rückenfell abgegrenzt; bei manchen Individuen ist das Bauchfell ockerfarben getränkt. Der Kopf ist breit mit kurzer Schnauze, die Vorderseite mit der Oberseite der Lippen und den Wangen ist dunkler als das Rückenfell. Die Ohren sind vergleichsweise klein und dunkelbraun mit einzelnen verlängerten schwarzen Haaren. Alle Vibrissen sind ebenfalls schwarz. Die Vorder- und die Hinterfüße sind kurz und breit und durch die Ausbildung von großen Sohlen für das Klettern angepasst. Der Hallux ist groß und opponierbar mit einem Nagel, alle anderen Zehen besitzen gekrümmte Krallen. Der Schwanz ist mindestens 30 Millimeter länger als die restliche Körperlänge, er ist dunkelbraun und fein beschuppt. Die Behaarung der basalen 30 % des Schwanzes und der Schwanzquaste sind deutlich verlängert. Die Weibchen haben vier Paar Zitzen, wobei je ein Paar an der Brust und eines am Bauch sowie zwei Paar in der Leistengegend sitzen.
Der Schädel ist breit und kompakt gebaut. Er besitzt breite und kräftige Schneidezähne und kräftige Molaren. Die Paukenblasen sind aufgeblasen.

## Verbreitung
Die Langschwanz-Kletterratte kommt nur in Südostasien auf der malaiischen Halbinsel vor. Die historische Verbreitung war weiter und umfasste zusätzlich Teile des südöstlichen  Myanmar und von Thailand, dort ist die Art aber mit großer Wahrscheinlichkeit aufgrund fehlender Lebensräume ausgestorben. Das heutige Verbreitungsgebiet ist stark fragmentiert.

## Lebensweise
Über die Lebensweise der Art liegen vergleichsweise wenig Informationen vor. Sie lebt in tropischen Wäldern in Höhenlagen von etwa 500 Metern und ist dort an natürliche Bambusbestände innerhalb der Waldgebiete gebunden. Sie ist nachtaktiv und baumlebend und lebt dort nur in den höheren Bereichen der Pflanzen (arboreal). Sie ernährt sich wahrscheinlich ausschließlich herbivor und frisst vor allem frische Triebe und Knospen der Bambuspflanzen. In Gefangenschaft lassen sich die Tiere zudem mit Früchten wie Bananen und Papayas, Süßkartoffeln und Reis füttern. Die Tiere sind in der Lange, senkrecht an den glatten Bambusstämmen hinaus und hinab zu klettern, wobei sie beim Abstieg grundsätzlich mit dem Kopf voran klettern. Ihren nicht zum Greifen umgebildeten Schwanz nutzen sie vor allem als Balanceelement beim Klettern. Sie sind Einzelgänger und die Nester werden in der Regel nur von einzelnen Individuen oder Muttertieren mit Nachwuchs genutzt.
Ihre Nester bauen die Tiere in Hohlräume in den Internodien lebender und abgestorbener Bambusstämme. Dabei nutzen sie unter anderem Stämme von Gigantochloa scortechinii, wobei die Höhlungen einen Durchmesser von durchschnittlich etwa acht bis zehn Zentimetern haben. Sie erreichen die Höhlungen in den Internodien, indem sie an der Außenseite ein Loch von etwa drei Zentimetern Durchmesser nagen, gelegentlich werden weitere Ausgänge und Verbindungen zu weiteren Hohlräumen angelegt. Die Nester werden aus Bambusblättern angelegt.

## Systematik
Die Langschwanz-Kletterratte wird als eigenständige Art innerhalb der Asiatischen Kletterratten (Gattung Hapalomys) eingeordnet, die aus drei Arten besteht. Die wissenschaftliche Erstbeschreibung erfolgte durch Edward Blyth im Jahr 1859, der die Art anhand von Individuen aus dem Sittaungtal in Myanmar  beschrieb. Innerhalb der Art werden keine Unterarten unterschieden.

## Gefährdung und Schutz
Die Art wird von der International Union for Conservation of Nature and Natural Resources (IUCN) als vom Aussterben bedroht (endangered) gelistet. Begründet wird dies dadurch, dass ihr Verbreitungsgebiet stark auf ungestörten Bambushabitat innerhalb immergrüner Tieflandwälder beschränkt ist und wahrscheinlich in der Gesamtfläche weniger als 500 km² beträgt. Ihre Verbreitung ist stark fragmentiert und die Ausdehnung ihres verbleibenden Lebensraums nimmt wahrscheinlich auch in Zukunft stark ab.

## Belege
1. 1 2 3 4 5 6 7 8 9  Greater Marmoset Rat. In: Don E. Wilson, Thomas E. Lacher, Jr, Russell A. Mittermeier: Handbook of the Mammals of the World: Rodents II. Band 7. Lynx Edicions, 2017, ISBN 978-84-16728-04-6; S. 653.
2. 1 2  Hapalomys longicaudatus in der Roten Liste gefährdeter Arten der IUCN 2020. Eingestellt von: E. Clayton, 2016. Abgerufen am 4. November 2020.
3. 1 2  Hapalomys longicaudus. In: Don E. Wilson, DeeAnn M. Reeder (Hrsg.): Mammal Species of the World. A taxonomic and geographic Reference. 2 Bände. 3. Auflage. Johns Hopkins University Press, Baltimore MD 2005, ISBN 0-8018-8221-4.